# Nilea unipilum
Nilea unipilum là một loài ruồi trong họ Tachinidae.